# Kościół św. Józefa w Szpetalu Górnym
Kościół świętego Józefa w Szpetalu Górnym – rzymskokatolicki kościół parafialny znajdujący się podwłocławskim Szpetalu Górnym (dekanat szpetalski diecezji włocławskiej).
Jest to świątynia wybudowana w latach 1808–1809 dzięki staraniom właściciela dóbr szpetalskich, Mariana Rutkowskiego. Budowla reprezentuje styl klasycystyczny, wzniesiona została z cegły i jest otynkowana. Jej projektantem był zapewne architekt M. Szpikowski. Kościół został konsekrowany w 1815 roku. W 1945 roku hitlerowcy spalili świątynię, tak że zachowały się tylko same mury. Kościół został odbudowany w latach 1946–1947 i w dniu 19 października 1947 roku został konsekrowany przez ordynariusza włocławskiego Karola Radońskiego. W kolejnych latach świątynia wzbogaciła się o nowe wyposażenie wnętrza. W 1999 roku została przeprowadzona konserwacja stropu. Polichromia została wykonana przez Zygmunta Klaryskę w 1977 roku i odnowiono ją w 1996 roku. Ołtarz w kościele jest marmurowy, posadzka została wykonana z terakoty. Organy zostały zamontowane w 1955 roku, natomiast w 1980 roku zostały wstawione nowe meble. W 1991 roku na wieży została zamontowana konstrukcja stalowa i na niej zostały zawieszone trzy dzwony o imionach: „Józef”, „Barbara”, „Anioł”. W latach 2008–2011 świątynia została powiększona, a także został wykonany gruntowny remont starej zabytkowej części kościoła. Ordynariusz włocławski, wiesław Mering, w dniu 4 października 2015 roku uroczyście poświęcił nową część świątyni.